# Jacques Cesa
Pour les articles homonymes, voir Cesa.
Jacques Cesa, né le 12 juin 1945 à Bulle dans le canton de Fribourg et mort le 22 août 2018 à Fribourg, est un peintre et graveur suisse.

## Biographie
Originaire de Cerniat, Jacques Cesa est né le 12 juin 1945 à Bulle.
Il fonde à Bulle avec son épouse Hélène l’association Trace-Écart en 1984, et lance le festival Altitudes en 2000. 
En 2017, il illustre la couverture de Pierre-Nicolas Chenaux, le révolté gruérien, écrit par l'historien Serge Kurschat. 
Jacques Cesa meurt le 22 août 2018 à l'Hôpital cantonal de Fribourg, à l'âge de 73 ans.